# B68 Toftir
Pour les articles homonymes, voir B68.
Maillots
Actualités
Le B68 Toftir est un club de football féroïen basé à Toftir.

## Historique
- 1962 : fondation du club
- 1993 : 1re participation à une Coupe d'Europe (C1, saison 1993/94)

## Bilan sportif

### Palmarès
- Championnat des îles Féroé (3)
  - Champion : 1984, 1985, 1992

- Coupe des îles Féroé
  - Finaliste : 1995 et 2023

- Championnat des îles Féroé de deuxième division (4)
  - Champion : 1980, 2005, 2007, 2013

- Coupe FSF
  - Vainqueur : 2005

### Bilan européen
Note : dans les résultats ci-dessous, le score du club est toujours donné en premier
| Saison    | Compétition         | Tour              | Club             | Domicile | Extérieur | Total     |
| --------- | ------------------- | ----------------- | ---------------- | -------- | --------- | --------- |
| 1993-1994 | Ligue des champions | Tour préliminaire | Croatia Zagreb   | 0 - 5    | 0 - 6     | 0 - 11    |
| 1996      | Coupe Intertoto     | Groupe 2          | LASK Linz        | 0 - 4    | N/A       | Cinquième |
| 1996      | Coupe Intertoto     | Groupe 2          | Apollon Limassol | N/A      | 1 - 4     | Cinquième |
| 1996      | Coupe Intertoto     | Groupe 2          | Werder Brême     | 0 - 2    | N/A       | Cinquième |
| 1996      | Coupe Intertoto     | Groupe 2          | Djurgårdens IF   | N/A      | 1 - 5     | Cinquième |
| 2001      | Coupe Intertoto     | Premier tour      | KSC Lokeren      | 2 - 4    | 0 - 0     | 2 - 4     |
| 2002      | Coupe Intertoto     | Premier tour      | FC Saint-Gall    | 0 - 6    | 1 - 5     | 1 - 11    |
| 2004-2005 | Coupe UEFA          | Premier tour Q    | FK Ventspils     | 0 - 3    | 0 - 8     | 0 - 11    |

Légende
- Victoire ou qualification pour le tour suivant
- Match nul
- Défaite ou élimination de la compétition